# Acheux-en-Vimeu
Acheux-en-Vimeu é uma comuna francesa na região administrativa de Altos da França, no departamento de Somme. Estende-se por uma área de 12,33 km². Em 2010 a comuna tinha 523 habitantes (densidade: 42,4 hab./km²).